# Zhai Zhigang
Zhai Zhigang, född 10 oktober 1966 i Heilongjiang, är en kinesisk stridspilot och taikonaut i Shenzhouprogrammet. Den 27 september 2008 blev han den förste kines som företagit en rymdpromenad.
Han var med i en grupp på tre som tränade till Shenzhou 5-färden men Yang Liwei valdes istället ut. Han var också med i gruppen på sex som tränade till Shenzhou 6, men utan att komma med. Han deltog i Shenzhou 7 tillsammans med två andra astronauter och genomförde då en 40 minuter lång rymdpromenad.
Den 15 oktober 2021 påbörjade han sin andra rymdfärd.